# 데니즈 헤르만비크
데니즈 헤르만비크(독일어: Denise Herrmann-Wick, 1988년 12월 20일~)는 독일의 전직 바이애슬론, 크로스컨트리 스키 선수이다. 독일 국가대표 크로스컨트리 스키 선수로서 2014년 동계 올림픽 여자 계주 종목에서 동메달을 획득했고 바이애슬론 국가대표 선수로서 2022년 동계 올림픽 여자 개인 금메달과 계주 동메달을 획득했다. 또한 세계 선수권 대회에서 금메달 2개, 은메달 6개, 동메달 1개를 획득했으며 바이애슬론 월드컵 여자 스프린트 부문 우승 2회(2020, 2023), 종합 3위(2020) 1회를 차지했다.
결혼 전 이름은 데니즈 헤르만(독일어: Denise Herrmann)이다.